# Chlormerodrin
Chlormerodrin là một thuốc lợi tiểu thủy ngân đã từng được sử dụng để điều trị bệnh nhân bị suy tim, nhưng không còn được sử dụng ở Hoa Kỳ.